# Laila e Majnun

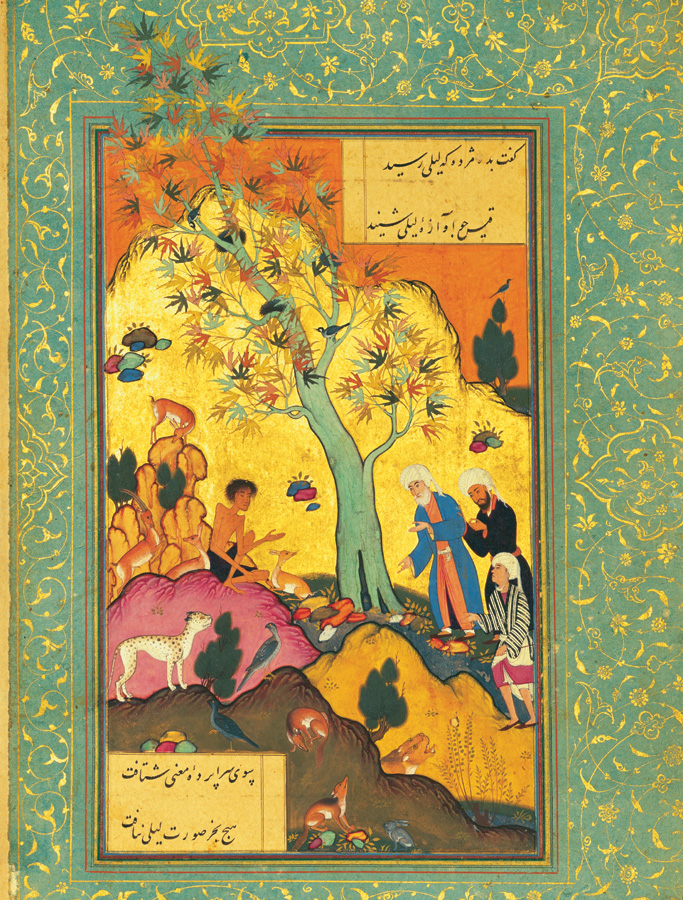
Majnun na natureza

Laila e Majnun (em árabe: مجنون ليلى, translit. majnūn laylā, lit. 'O amante louco de Layla'), é um poema persa do século XII escrito por Nizami Ganjavi. A obra é baseada em uma antiga história do século VII sobre o poeta Qays ibn al-Mulawwah (Majnun) e sua amada Layla binti Mahdi, posteriormente conhecida como Layla al-Aamiriya.
Qays e Layla se apaixonaram quando eram jovens, mas depois de crescerem, o pai de Layla proibiu que ficassem juntos. Qays se tornou obcecado por ela, e sua tribo, os Banu 'Amir, assim como a comunidade, passaram a chamá-lo de Majnūn (مجنون, "louco", literalmente "possuído por jinn"). Antes de Nizami, a lenda já circulava de forma anedótica em narrativas iranianas, porém eram geralmente curtas, vagamente conectadas e apresentam pouco ou nenhum desenvolvimento narrativo. Em razão disso, Nizami realizou um trabalho de reunir fontes tanto seculares quanto místicas sobre Majnun, utilizando-as para a criação de sua versão mais detalhada da história.

## Cultura popular
A lenda foi fonte de inspiração para Eric Clapton compor a música "Layla" para a banda Derek and the Dominos.